# 大叶风毛菊
大叶风毛菊（学名：Saussurea grandifolia）是菊科风毛菊属的植物。分布于朝鲜、俄罗斯以及中国大陆的黑龙江、吉林等地，生长于海拔250米至1,050米的地区，一般生长在山谷、林缘及草地，目前尚未由人工引种栽培。